# Seraphim Digital
Seraphim Digital es un estudio de audio y video post-production, localizado en Houston, Texas. Se llamaba originalmente Amusement Park Media antes de ser vendida por A.D. Vision. El estudio es conocido por producir doblajes al inglés de anime y películas japonesas lanzadas por ADV Films y Sentai Filmworks. También han realizado trabajos para Warner Bros. en dos títulos, Appleseed EX Machina y Halo Legends.

## Trabajos producidos

### Anime
- 009-1
- 5 centímetros por segundo
- AIR
- Angel Beats!
- Appleseed (Nuevo doblaje al inglés)
- Appleseed EX Machina
- Blue Drop
- Canaan
- CLANNAD
- CLANNAD After Story
- CLANNAD (película)
- Devil May Cry
- Ghost Hound
- Golgo 13
- The Guin Saga
- Halo Legends
- Highschool of the Dead
- Ichiban Ushiro no Dai Maō
- Innocent Venus
- Kanon
- Kiba
- King of Bandit Jing - Seventh Heaven
- Kurau: Phantom Memory
- Legends of the Dark King
- Magikano
- Moonlight Mile
- Needless
- Night Raid 1931
- Project Blue Earth SOS
- Pumpkin Scissors
- Red Garden
- Samurai Girls
- Shattered Angels
- Shin Angyo Onshi
- Tears to Tiara
- Tokyo Majin
- UFO Ultramaiden Valkyrie (Temporada 3 y 4)
- Venus versus Virus
- The Wallflower
- Welcome to the N.H.K.
- Xam'd: Lost Memories
- Xenosaga: The Animation

### Películas Live-Action
- A Fist Full of Fuku
- Ghost Train
- Synesthesia